# Almajalejo (Zurgena)
Almajalejo es una localidad y pedanía española perteneciente al municipio de Zurgena, en la provincia de Almería, comunidad autónoma de Andalucía. Está situada en el extremo oriental de la comarca del Valle del Almanzora, justo en el límite con el municipio de Huércal-Overa, donde se encuentra la mayor parte del núcleo urbano que recibe el mismo nombre: Almajalejo. Un poco más alejados están los núcleos de Los Llanos, Los Carasoles y La Parata.
La rambla de Almajalejo, que desemboca en el río Almanzora, divide al pueblo administrativamente en dos municipios y comarcas diferentes, quedando la parte zurgenera al oeste y la huercalense al este, ya en la comarca del Levante.

## Demografía
Según el Instituto Nacional de Estadística de España, en el año 2021 Almajalejo contaba con tan solo 6 habitantes censados en la parte de Zurgena, lo que representa el 0,21% de la población total del municipio. A esta cifra habría que añadir los 104 habitantes de la parte de Huércal-Overa, que harían un total de 110 hab.

### Evolución de la población
| Gráfica de evolución demográfica de Almajalejo (Zurgena) entre 2011 y 2021 |
|                                                                            |
| Datos según el nomenclátor publicado por el INE.                           |